# TV Vale (Água Boa)
TV Vale foi uma emissora de televisão brasileira com sede em Água Boa, cidade do estado de Mato Grosso. Operava no canal 10 VHF analógico, e era afiliada à RecordTV.

## História
A TV Vale foi fundada em setembro de 1991 como TV Nova Xavantina (também conhecida como TVNX), operando no canal 12 VHF e afiliando-se ao SBT. Foi a segunda emissora de televisão a ser instalada na cidade, depois da TV Água Boa, afiliada à Rede Bandeirantes. A programação da emissora também chegava ao município de Nova Xavantina por meio de uma repetidora no canal 9 VHF da cidade, e por isso a mesma levava este nome, apesar de ser sediada em Água Boa. O primeiro telejornal da emissora foi o TJ Roncador.
De 8 de abril de 1994 a 1997, a emissora exibiu o Informativo Água Boa, um programa que mostrava as ações da Prefeitura Municipal de Água Boa. Inicialmente, o programa era produzido pela produtora ACF, e apresentado por Alexandre Pimentel. A partir de 1996, o programa passou a ser produzido pela produtora Kotodama, e apresentado por Dayvane Renck.
Em 23 de abril de 2007, a emissora foi assumida pelo empresário Isaque Coelho, e a partir de então, passou a se chamar TV Vale.
Em agosto de 2011, deixou de ter sua programação repetida em Nova Xavantina pelo canal 9 VHF, que passou a ser ocupado pela TV Cidade, nova afiliada do SBT dirigida por Ney Weliton, antigo repórter da TVNX. Em 10 de setembro, a emissora se afiliou à Rede Record, e passou a operar no canal 10 VHF, por meio de uma concessão da Tupi Comunicações de Silval Barbosa, que havia sido ocupada de 2001 a 2006 na cidade pela TV Serra Dourada, antiga afiliada da Record na cidade fundada por Silvio Delmondes, em parceria com o então deputado.
Em maio de 2017, a TV Vale encerrou suas atividades.

## Programas
Além de retransmitir a programação nacional do SBT e da RecordTV em suas respectivas afiliações, a TV Vale também já produziu ou exibiu os seguintes programas, que compuseram a grade da emissora, e foram descontinuados:
- Água Boa no Ar
- Agenda 21
- Boa Notícia
- Cidade Alerta Água Boa
- Cidade Urgente
- Evidências
- Informativo Água Boa
- TJ Roncador
- Vale nos Esportes

## Equipe

### Membros antigos
- Alexandre Pimentel[6]
- Dayvane Renck[7]
- Gilnei Macari[22]
- João Vargas[23]
- Ney Weliton[4]
- Renato Borges
- Sandro Ribeiro
- Vicente Barreto
- Wallacy Riboli[24]
- Wolney Domingos